# The Number of the Beast (roman)
Pour les articles homonymes, voir The Number of the Beast (homonymie).
The Number of the Beast est un roman de Robert A. Heinlein publié en 1979 chez Fawcett. Après Time Enough for Love (1973), il fonde le cycle du Monde comme Mythe, théorisé en termes de multivers et de solipsisme multipersonnel : à chaque fiction imaginée par un auteur majeur correspond un univers physique alternatif. Chacune de ces réalités alternatives est aussi légitime que toutes les autres, la réalité de chaque monde étant la fiction des autres. 
Prétexte à une exploration de la littérature anglo-saxonne de science-fiction classique, le roman met en scène quatre personnages archétypiques, d'abord ballottés d'univers en univers au caprice de leur auteur (Heinlein) ; puis, ils prennent conscience de leur statut, et entrent en lutte contre leur démiurge.
Jouant avec l'idée de quantum de création littéraire, le « ficton », l'ouvrage constitue également une vaste métaphore littéraire du concept d'observateur en mécanique quantique.
Bien qu'il constitue l'une des pièces maîtresses de l'œuvre tardive de Robert Heinlein, cet ouvrage reste inédit en français.